# 夏侯譒
夏侯譒（?—?），谯郡谯县（今安徽省亳州市谯城区）人，為南朝梁官员，夏侯详之孙，夏侯亶弟弟夏侯夔的儿子。
夏侯譒年轻时性险行薄，领父亲的部曲留乡里，助州防守。豫州刺史萧渊明引为府长史。萧渊明在彭城被东魏俘虏，夏侯譒为侯景长史。侯景之乱，夏侯譒为前驱渡长江，停兵在建康城西士林馆，劫掠邸第、富室子女财宝，都归自己所有。萧渊明在豫州有四妾，章、于、王、阮，并有国色。萧渊明被俘，四妾都回到建康府第，夏侯譒至，攻破府第，纳为己有。